# Ontherus laminifer
Ontherus laminifer är en skalbaggsart som beskrevs av Vladimir Balthasar 1938. Ontherus laminifer ingår i släktet Ontherus och familjen bladhorningar. Inga underarter finns listade i Catalogue of Life.